# 血縁認識
血縁認識または血縁認知（けつえんにんしき、けつえんにんち）とはヒトを含む動物が血縁者と非血縁者を見分ける能力のことである。進化生物学と心理学において、この能力は血縁利他主義と近親交配回避のために進化した適応であると推定されている。緑ひげ効果のような特殊な例外を除けば、血縁認識は刷り込みや表現型の比較のような経験、きっかけを必要とする。そして血縁認識は経験を必要とするために、エラーが起こる場合もある。有名な例は人間を親と間違えたカモの刷り込みの例である。人間の場合は親族呼称の使用が主な血縁認識の手段であるが、ウェスターマーク効果が生得的な血縁認識メカニズムであるかどうかに議論がある。